# Batuša (Serbia)
Batuša (cyr. Батуша) – wieś w Serbii, w okręgu braniczewskim, w gminie Malo Crniće. W 2011 roku liczyła 510 mieszkańców.